# Hans von Halban (Physiker)

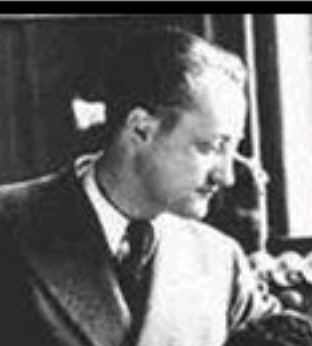
Hans H. von Halban jun. 1942 in Montreal

Hans Heinrich von Halban (auch Hans H. von Halban jun., * 24. Januar 1908 in Leipzig; † 28. November 1964 in Paris) war ein französischer Kernphysiker aus der Familie Halban. Er leistete wesentliche Beiträge zur Erforschung der Kernspaltung.

## Leben
Nach seiner Schulzeit in Würzburg begann er in Frankfurt/Main mit dem Physikstudium. Sein Vater Hans von Halban Sr. hatte nach einer Privatdozentenzeit bei Julius Tafel 1924 die Leitung des Metallkundlichen Laboratoriums der Metallgesellschaft in Frankfurt a. M. übernommen. Zum Wintersemester 1930/31 erhielt sein Vater die Lehrstuhlnachfolge für Physikalische Chemie von Victor Henri an der Universität Zürich und Hans von Halban jun. promovierte ebenda im Dezember 1934 bei E. Meyer mit einer Arbeit über „Dampfdruckabnormitäten bei kapillaraktiven Amalgamen“. Er arbeitete danach mehrere Jahre mit dem Österreicher Otto Frisch in Kopenhagen und folgte 1938 der Einladung von Frédéric Joliot-Curie an das Collège de France in Paris, um über Moderierungsprobleme beim Uranzerfall zu forschen.
Nach der deutschen Besetzung Frankreichs flüchtete von Halban zusammen mit Lew Kowarski nach Großbritannien. In London setzte er auf Einladung von Winston Churchill seine kernphysikalischen Forschungen an der Universität Cambridge fort. 1942 wurde er als Laborleiter nach Montreal geschickt. Er war dort in das Manhattan-Projekt eingebunden.
Nach Kriegsende 1945 besuchte er Paris und traf mit Joliot-Curie zusammen, aber nach seiner Rückkehr aus Europa wurde er von seinen Aufgaben als Laborleiter entbunden. Nachfolger von Halbans wurde John Cockcroft und ihm  wurde als entführbarer Wissensträger aktueller Erkenntnisse für ein Jahr weder gestattet, Nordamerika zu verlassen, noch dort zu arbeiten. Spionageaktionen der UdSSR bedrohten weltweit die Sicherheit des amerikanischen Atomwaffenprogramms. Er erhielt danach auch keine weiteren Einladungen vom Collège de France mehr. Stattdessen wurde er auf Vermittlung von Frederick Lindemann in Großbritannien Leiter des Clarendon Laboratory an der Universität Oxford, das enge Beziehungen zum Kernforschungszentrum Harwell unterhielt. 
1955 folgte er einer Einladung des französischen Premierministers Pierre Mendès France. Er baute in Orsay, in der Nähe des Forschungszentrum Saclay des CEA, einen Linearbeschleuniger auf. Bis 1961 leitete er diese Anlage, dann ging er aus gesundheitlichen Gründen in den vorzeitigen Ruhestand.
Von Halban war dreimal verheiratet und hinterließ drei Kinder aus erster und zweiter Ehe. Seine letzten drei Lebensjahre verbrachte er in Paris und in Crans-sur-Sierre. Er starb an den Folgen einer Herzoperation und wurde in Larchant beerdigt.

## Wirken

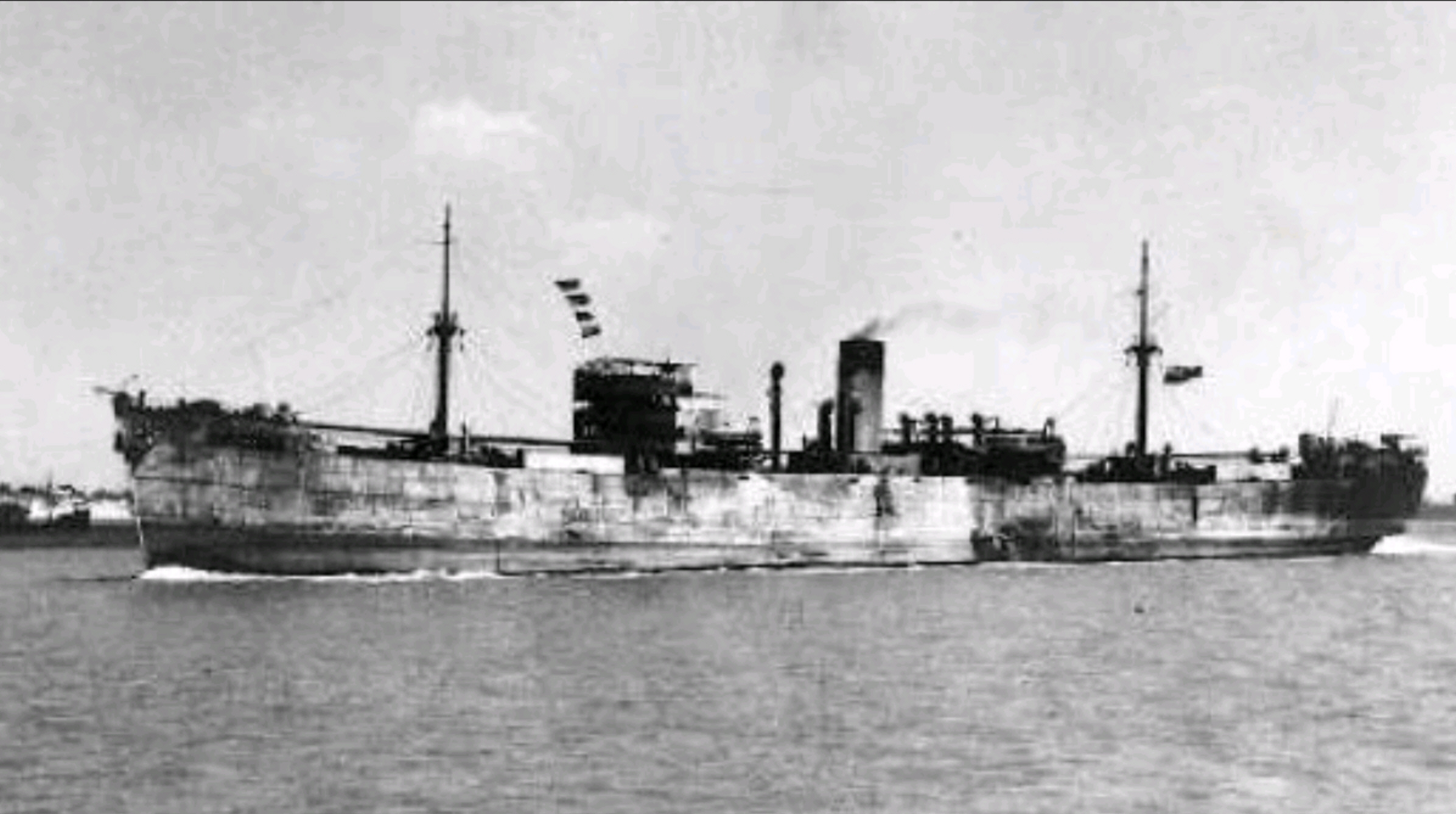
Frachter Broompark 1940

In Kopenhagen entdeckte von Halban zusammen mit Otto Frisch, dass Schweres Wasser D2O im Vergleich zu gewöhnlichem Wasser H2O einen sehr geringen Absorptionsquerschnitt für Neutronen hat. In Paris maß er zusammen mit Kowarski und Joliot-Curie die durchschnittliche Anzahl der bei einer Kernspaltung freigesetzten Neutronen.
Für seine Flucht nach Großbritannien erhielt er den Spezialauftrag des französischen Armeeministers Raoul Dautry, sicherzustellen, dass das Schwere Wasser und das Uran der Gruppe um Joliot-Curie nicht in deutsche Hand gelangen würde. Kurz zuvor hatte Frankreich für Joliot-Curie von Norsk Hydro 185 kg Schweres Wasser erworben, was einem Großteil der damaligen Weltvorräte entsprach. Er transportierte es im Kofferraum seines Autos zunächst  nach Bordeaux und von dort mit dem Kohlefrachter "Broompark" in Küstennähe. Von hier aus gelangten die Kanister mit einem britischen U-Boot nach Großbritannien.
1949 veröffentlichte die „Comptes Rendus“ ein Papier, das von Halban, Joliot-Curie und Kowarski im Oktober 1939 der französischen Akademie der Wissenschaften in einem verschlossenen Umschlag übergeben hatten, der erst nach dem Krieg geöffnet wurde. Dieses Papier mit dem Titel „Sur la possibilité de produire dans un milieu uranifère des réactions nucléaires en chaine illimitée“ (deutsch „Über die Möglichkeit, mit Hilfe von Uran eine nukleare Kettenreaktion auszulösen“) enthielt die theoretischen Grundlagen für die militärische und zivile Nutzung der Kernenergie.
2007 gab die Royal Society bekannt, dass fünf versiegelte Umschläge mit Forschungsergebnissen von von Halban und Kowarski geöffnet worden seien. Diese Arbeitsergebnisse waren der Royal Society 1940 von James Chadwick mit der Bitte übergeben worden, diese nicht zu veröffentlichen. Sie enthielten Methoden, aus Uran Plutonium zu erzeugen und nukleare Kettenreaktionen zu stabilisieren.